# Discografia dei Kraftwerk
Questa è la discografia dei Kraftwerk, gruppo di musica elettronica tedesco.

## Album in studio
| Data                            | Titolo                     | Etichetta           | Posizioni in classifica | Note |
| ------------------------------- | -------------------------- | ------------------- | ----------------------- | ---- |
| novembre 1970 marzo 1973        | Kraftwerk                  | Philips Vertigo     | #30                     | -    |
| gennaio 1972 marzo 1973         | Kraftwerk 2                | Philips Vertigo     | #36                     | -    |
| novembre 1973 gennaio 1974 1975 | Ralf & Florian             | Philips Vertigo     | -                       | -    |
| novembre 1974                   | Autobahn                   | Philips Vertigo     | #4 #7                   | -    |
| 31 ottobre 1975                 | Radio-Aktivität            | Kling Klang Capitol | #4 #22                  | -    |
| 1977                            | Trans Europa Express       | Kling Klang Capitol | #24 #32                 | -    |
| maggio 1978                     | Die Mensch-Maschine        | Kling Klang Capitol | #9 #12 #15              | -    |
| 1981                            | Computerwelt               | Kling Klang EMI     | #7 #14 #15              | -    |
| dicembre 1986                   | Electric Café              | EMI                 | #23 #156                | -    |
| giugno 1991                     | The Mix                    | EMI                 | #12 #15 #27             | -    |
| 4 agosto 2003 19 agosto 2003    | Tour de France Soundtracks | EMI                 | #1 #25 #29              | -    |

## Album dal vivo
| Data          | Titolo          | Etichetta | Posizioni in classifica | Note |
| ------------- | --------------- | --------- | ----------------------- | ---- |
| 6 giugno 2005 | Minimum-Maximum | EMI       | #26 #33 #58             | -    |

## Raccolte
| Data           | Titolo        | Etichetta | Posizioni in classifica | Note                            |
| -------------- | ------------- | --------- | ----------------------- | ------------------------------- |
| maggio 1997    | Klang Box     | EMI       | -                       | Pubblicata solo nel Regno Unito |
| 5 ottobre 2009 | The Catalogue | EMI       | -                       | -                               |

## EP
| Data | Titolo                                       | Etichetta | Posizioni in classifica | Note                              |
| ---- | -------------------------------------------- | --------- | ----------------------- | --------------------------------- |
| 1974 | Mitternacht/Morgenspaziergang/Kometenmelodie | Philips   | -                       | Pubblicato solo in Germania Ovest |

## Singoli
| Data           | Titolo                  | Etichetta           | Posizioni in classifica |
| -------------- | ----------------------- | ------------------- | ----------------------- |
| dicembre 1973  | Kohoutek-Kometenmelodie | Philips Vertigo     | -                       |
| 1974           | Kometenmelodie 2        | Philips Vertigo     | -                       |
| marzo 1975     | Autobahn                | Philips Vertigo     | #9 #25                  |
| 1976           | Radioaktivität          | Kling Klang Capitol | #1                      |
| 1977           | Trans Europa Express    | Kling Klang Capitol | #67                     |
| 1977           | Showroom Dummies        | Capitol EMI         | -                       |
| 1978           | Die Roboter             | Kling Klang Capitol | #18                     |
| settembre 1978 | The Model               | Kling Klang Capitol | #23                     |
| maggio 1981    | Taschenrechner          | Kling Klang EMI     | #63                     |
| dicembre 1981  | The Model               | Kling Klang Capitol | #1 #7                   |
| 1983           | Tour de France          | EMI                 | -                       |
| dicembre 1986  | Musique Non Stop        | EMI                 | #13                     |
| dicembre 1986  | Der Telefon-Anruf       | EMI                 | -                       |
| 1991           | Die Roboter             | EMI                 | -                       |
| dicembre 1999  | Expo 2000               | EMI                 | #35 #95                 |
| 2003           | Tour de France 2003     | EMI                 | #50                     |
| 2004           | Aerodynamik             | EMI                 | #80                     |
| 2007           | Aerodynamik             | EMI                 | #79                     |